# 名古屋臨海鉄道南港線
南港線（なんこうせん）は、愛知県名古屋市南区の東港駅から知多市の知多駅までを結ぶ名古屋臨海鉄道の鉄道路線である。

## 路線データ
- 管轄（事業種別）：名古屋臨海鉄道（第一種鉄道事業者）
- 路線距離（営業キロ）：東港駅 - 知多駅 間 11.3km
- 軌間：1067mm
- 駅数：3駅（起終点駅を含む）
- 複線区間：なし（全線単線）
- 電化区間：なし（全線非電化）
- 閉塞方式：スタフ閉塞式

## 運行形態
- 東港駅 - 名古屋南貨物駅間に1日7往復のコンテナ輸送列車が設定されている。そのうち1往復は「TOYOTA LONGPASS EXPRESS」である。
- 東港駅 - 名古屋南貨物駅（日本製鉄名古屋製鉄所）間に1日3往復の石灰石輸送列車が設定されている。
- 東港駅 - 東港駅（三洋化成工業）間に1日1往復の化学薬品輸送列車が設定されている。

## 歴史
- 1968年（昭和43年）9月1日 - 東港駅 - 南港駅間が開業。
- 1969年（昭和44年）6月25日 - 南港駅 - 知多駅間が開業。
- 1983年（昭和58年）10月1日 - 南港駅が名古屋南港駅に改称。
- 1998年（平成10年）10月3日 - 名古屋南港駅が名古屋南貨物駅に改称。
- 2015年（平成27年）8月1日 - 名古屋南貨物駅 - 知多駅間の営業休止[1]（7月6日届出、以後1年毎に更新）。

## 駅一覧
- 括弧内は起点からの営業キロ。

東港駅（0.0km） - 名古屋南貨物駅（6.9km）- 知多駅（11.3km）